# Microrégion de Cornélio Procópio
La microrégion de Cornélio Procópio est l'une des cinq microrégions qui subdivisent le nord pionnier de l'État du Paraná au Brésil.
Elle comporte 14 municipalités qui regroupaient 179 933 habitants en 2006 pour une superficie totale de 4 537 km².

## Municipalités[1]
- Abatiá
- Andirá
- Bandeirantes
- Congonhinhas
- Cornélio Procópio
- Itambaracá
- Leópolis
- Nova América da Colina
- Nova Fátima
- Ribeirão do Pinhal
- Santa Amélia
- Santa Mariana
- Santo Antônio do Paraíso
- Sertaneja